# Ураган Ирма
Ирма је моћни атлантски тропски циклон пете категорије који је у септембру 2017. погодио јужну обалу Сједињених Америчких Држава. Први велики ураган, формиран у источном Атлантском океану након урагана Џулија 2010. године и друга велика олуја Атлантика у сезони 2017. године. Најснажнији атлантски ураган и најдужи урагани 5. категорије у читавој историји посматрања.
Ирма је ураган формиран 30. августа 2017. године у близини острва Зеленортска острва када снажан тропски талас излази из континенталног дела Африке. Због повољних услова, ураган, само 24 сата након формирања, развио се у оркан 2. категорије. 5. септембра Ирма је постала ураган највишег, петог степена опасности. Брзина ветра је достигла 295 km/h (брзина нагиба – 360 km/h), чиме је Ирма постао најјачи атлантски тропски циклон од времена Вилме 2005. године.
Ураган Ирма је уништила неколико мањих острва на североистоку Кариба попут Барбуда, Светог Мартина и Девичанских острва. Ирма је погодила и област Кубе, а прети и Флориди и Џорџији.